# Jaffaia jaffaensis
Jaffaia jaffaensis är en armfotingsart som först beskrevs av Blochmann 1910.  Jaffaia jaffaensis ingår i släktet Jaffaia och familjen Dallinidae. Inga underarter finns listade i Catalogue of Life.